# Tchéky Karyo
Baruh Djaki Karyo, dit Tchéky Karyo, né le 4 octobre 1953 à Istanbul (Turquie), est un acteur et chanteur français d'origine grecque et turque.
Il débute au cinéma en 1982 en jouant dans quatre films. C'est le dernier, La Balance, qui lui ouvre les portes du cinéma. Le film est un grand succès critique et public et se voit cité pour 7 Césars. Tchéky Karyo y obtient d'ailleurs une nomination au César du meilleur espoir masculin, l'unique de sa carrière.
Il est connu pour ses rôles dans les films L'Ours de Jean-Jacques Annaud et Nikita de Luc Besson.
Il tient par la suite de nombreux seconds rôles dans des superproductions aussi bien étrangères que nationales comme : 1492 : Christophe Colomb de Ridley Scott (1992), Bad Boys de Michael Bay (1995), GoldenEye de Martin Campbell (1995), Crying Freeman de Christophe Gans (1995), Dobermann de Jan Kounen (1997), Addicted to Love de Griffin Dunne (1997), Jeanne d'Arc de Luc Besson (1999), Wing Commander de Chris Roberts (1999), The Patriot : Le Chemin de la liberté de Roland Emmerich (2000), Le Baiser mortel du dragon de Chris Nahon (2001), Fusion de Jon Amiel (2003), Taking Lives, destins violés de D. J. Caruso (2004), Un long dimanche de fiançailles de Jean-Pierre Jeunet (2004), Jacquou le Croquant de Laurent Boutonnat (2007), Les Lyonnais (2011), Serge Suttel,  Jappeloup de Christian Duguay (2013) ou, plus récemment, pour son rôle de César dans la nouvelle trilogie Belle et Sébastien (2013 à 2018) initiée par Nicolas Vanier, librement adapté des livres pour la jeunesse de Cécile Aubry.

## Biographie

### Famille et formation
Issu d'une famille juive d'ascendance espagnole installée depuis plusieurs siècles en Turquie, Tchéky Karyo est le fils d'un chauffeur routier turc et d'une mère grecque. Né à Istanbul, il grandit à Paris, où son père s'était établi comme tailleur. Il a une sœur, Louna décédée en 2017,  et un frère, Michel.
Après le lycée Arago, il entreprend des études de comptabilité et de gestion au Conservatoire national des arts et métiers, mais ce n'est pas sa voie. Il étudie l'art dramatique au Théâtre Cyrano, il s'oriente d'abord vers le théâtre, intègre la compagnie Daniel Sorano, puis l'école du Théâtre national de Strasbourg où il se produit dans les grands classiques (Tartuffe, Macbeth, Othello). Il découvre également les divers aspects du théâtre contemporain qui vont nourrir sa curiosité pour cet art du jeu qu'il cultive depuis son adolescence.

### Carrière

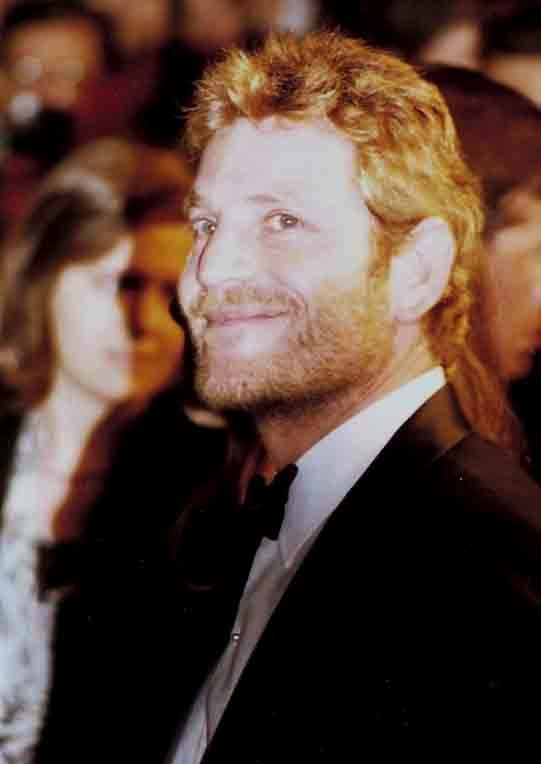
Tchéky Karyo en 1992 à la 17e cérémonie des César.

En 1982, Tchéky Karyo apparaît pour la première fois au cinéma dans Toute une nuit de Chantal Akerman. La même année, il est nommé au César du meilleur espoir masculin pour son rôle de Petrovic dans La Balance. Dès lors, l'acteur se spécialise dans les rôles violents : flic démissionnaire reprenant une salle de jeu et ami du commissaire Jordan dans  Le Marginal (1983), il assassine Sophie Marceau dans L'Amour braque d'Andrzej Żuławski (1985). Parallèlement, Tchéky Karyo incarne des personnages plus nuancés comme Rémi, un conjoint délaissé par Pascale Ogier, dans Les Nuits de la pleine lune (1984), ou encore Étienne de Bourbon, un abbé traquant des hérétiques, dans Le Moine et la Sorcière (1987).
En 1988, sa prestation de chasseur dans L'Ours lui ouvre les portes de la célébrité. Le grand public l'identifie ensuite au mentor d'Anne Parillaud dans Nikita (1990). Il retrouvera le réalisateur Luc Besson pour les besoins de Jeanne d'Arc en 1999 et dans l'une de ses productions, Le Baiser mortel du dragon en 2001.
Dans les années 1990, la notoriété qu'il acquiert en France lui permet d'orienter sa carrière vers l'international. Apparaissant aux côtés de Gérard Depardieu dans 1492 : Christophe Colomb (1992), Tchéky Karyo fait face à Will Smith et Martin Lawrence en dangereux criminel dans Bad Boys (1995). Toujours en 1995, il interprète également un flic corrompu dans Crying Freeman, un ministre de la défense russe dans Golden Eye, puis un soldat français prêtant main-forte à Mel Gibson dans The Patriot, le Chemin de la liberté (2000), un scientifique dans Fusion - The Core (2003) ou encore un flic, complice de Nick Nolte, dans L'Homme de la Riviera (id.).
Il fait également une incursion dans la comédie romantique en jouant dans Addicted to Love (1997) de Griffin Dunne et tourne régulièrement en Italie : Coup de lune (1995), Terre lointaine (id.), Albergo Roma (1996). De retour en France, Tchéky Karyo traque inlassablement Vincent Cassel et Monica Bellucci dans Dobermann (1997) de Jan Kounen, et incarne tour à tour Nemrod dans le film fantastique Babel (1998) ainsi que Molière dans Le Roi danse (2000) de Gérard Corbiau. Après un détour par Montréal pour donner la réplique à Angelina Jolie dans le polar Taking Lives, destins violés (2004), il revient en Europe intégrer les castings du drame Utopia (id.), de la comédie d'Arthur Joffé Ne quittez pas ! (id.) et du drame historique Un Long dimanche de fiançailles (2004) de Jean-Pierre Jeunet. En 2007, il endosse le rôle du chevalier dans l'adaptation du roman Jacquou le Croquant.
Après la coproduction franco-italienne Le Mas des alouettes (2007), il tourne sous la direction de Jane Birkin dans Boxes (id.). Il se consacre en 2008 aussi bien à la production télévisuelle avec L'Affaire Bruay-en-Artois qu’au cinéma dans la comédie horrifique Les Dents de la nuit et Un homme et son chien, qui signe le retour de Jean-Paul Belmondo sur le grand écran. En 2009, la télévision continue à lui faire les yeux doux : il apparaît en chef de guerre dans 7 épisodes de la série d’Alexandre Astier, Kaamelott. En 2011, 21 ans après Nikita, il incarne une nouvelle fois un mentor, celui de la tueuse à gages Mélanie Laurent dans Requiem pour une tueuse, puis il intègre les Forces spéciales aux côtés de Benoît Magimel avant de faire partie du gang Les Lyonnais avec Gérard Lanvin.
Si, en 2012 l'acteur se fait plutôt discret devant les caméras, 2013 est une année plus faste puisqu'on le voit à l'affiche des succès Jappeloup de Christian Duguay et Belle et Sébastien de Nicolas Vanier. Le comédien continue également de travailler pour le cinéma d'auteur en tournant sous la direction de Nolwenn Lemesle dans Des morceaux de moi au côté de la débutante Adèle Exarchopoulos. Mais surtout, Tchéky Karyo se fait de plus en plus présent à la télévision, en incarnant un gangster dans la deuxième saison de No Limit ainsi qu'un policier dans la série anglaise The Missing.
Indissociable d'une certaine mouvance du polar à la française, Tchéky Karyo compte parmi ses derniers films les très sombres De guerre lasse d'Olivier Panchot et La Résistance de l'air de Fred Grivois. Il continue d'explorer ce registre dans Les Brigands du tandem Pol Cruchten et Frank Hoffmann (de), tout en reprenant son rôle de César dans Belle et Sébastien : l'aventure continue.

### Vie privée
Tchéky Karyo se marie le 21 décembre 1995, avec l'actrice française Isabelle Pasco,. Née d'une autre union, il a une fille Liv Karyo qui a un fils. Il vit actuellement avec la comédienne Valérie Keruzoré, avec laquelle il a eu une fille, Louise,.

## Filmographie
Sauf indication contraire, les informations mentionnées dans cette section peuvent être confirmées par les bases de données cinématographiques IMDb et Allociné,  présentes dans la section « Liens externes ».

### Cinéma

#### Années 1980
- 1982 : Le Retour de Martin Guerre de Daniel Vigne : Augustin
- 1982 : Toute une nuit de Chantal Akerman
- 1982 : Que les gros salaires lèvent le doigt ! de Denys Granier-Deferre
- 1982 : La Balance de Bob Swaim : Petrovic
- 1983 : La Java des ombres de Romain Goupil : Xavier
- 1983 : Le Marginal de Jacques Deray : Francis Pierron
- 1984 : L'Air du crime d'Alain Klarer : Robert
- 1984 : Les Nuits de la pleine lune d'Éric Rohmer : Rémi
- 1984 : Le Matelot 512 de René Allio : André, le balafré
- 1985 : Grottenolm de Rainer Kirberg : Gerome Holm
- 1985 : L'Amour braque d'Andrzej Żuławski : Micky
- 1985 : Mode in France de William Klein
- 1986 : L'Unique de Jérôme Diamant-Berger : Michel
- 1986 : États d'âme de Jacques Fansten : Bertrand
- 1986 : Bleu comme l'enfer d'Yves Boisset : Frank
- 1987 : Spirale de Christopher Frank : Kino
- 1987 : Le Moine et la Sorcière de Suzanne Schiffman : Étienne de Bourbon
- 1988 : L'Ours de Jean-Jacques Annaud : Tom
- 1988 : La Maison dans la dune de Michel Mees : Sylvain
- 1989 : La Fille des collines de Robin Davis : Vincent
- 1989 : Australia de Jean-Jacques Andrien : Julien Pierson

#### Années 1990
- 1990 : Corps perdus d'Eduardo de Gregorio : Éric Desange/Juan Bax
- 1990 : Nikita de Luc Besson : Bob
- 1990 : Vincent et moi de Michael Rubbo : Vincent van Gogh
- 1991 : L'Affût de Yannick Bellon : Jean Vergier
- 1991 : Isabelle Eberhardt de Ian Pringle : Slimene
- 1991 : La villa del venerdì de Mauro Bolognini : Paolo
- 1992 : 1492 : Christophe Colomb (1492: Conquest of Paradise) de Ridley Scott : Martín Alonso Pinzón
- 1992 : L'Atlantide de Bob Swaim : Lieutenant Morhange
- 1993 : Les Soldats de l'espérance (And the Band Played On) de Roger Spottiswoode : Dr Willy Rozenbaum
- 1994 : La Cité de la peur d'Alain Berberian : M. Jacques, le 1er projectionniste
- 1994 : Nostradamus de Roger Christian : Nostradamus
- 1994 : L'Ange noir de Jean-Claude Brisseau : Paul Delorme
- 1994 : Innocent Obsession de Belle Avery : Nickki
- 1995 : Operation Dumbo Drop de Simon Wincer : Goddard
- 1995 : Coup de lune (Colpo di luna) d'Alberto Simone : Lorenzo
- 1995 : Crying Freeman de Christophe Gans : détective Netah
- 1995 : Bad Boys de Michael Bay : Fouchet
- 1995 : GoldenEye de Martin Campbell : Dmitri Mishkin, le ministre de la Défense
- 1995 : Terre lointaine (Terra Estrangeira) de Walter Salles et Daniela Thomas : Kraft
- 1995 : Zadoc et le Bonheur de Pierre-Henri Salfati : Zadoc
- 1996 : Va où ton cœur te porte (Va dove ti porta il cuore) de Cristina Comencini : Ernesto
- 1996 : To Have and to Hold de John Hillcoat : Jack
- 1997 : Dobermann de Jan Kounen : inspecteur Sauveur Cristini
- 1997 : Habitat de René Daalder : Hank Symes
- 1997 : Passage pour le paradis (Passaggio per il paradiso) d'Antonio Baiocco (it) : Renato
- 1997 : Les Mille Merveilles de l'univers de Jean-Michel Roux : professeur Larsen
- 1997 : Addicted to Love de Griffin Dunne : Anton
- 1998 : Que la lumière soit ! d'Arthur Joffé : Harper
- 1999 : Jeanne d'Arc de Luc Besson : Jean de Dunois
- 1999 : Comme un poisson hors de l'eau de Hervé Hadmar : B.B.
- 1999 : Babel de Gérard Pullicino : Nemrod
- 1999 : Wing Commander de Chris Roberts : commandant James 'Paladin' Taggart
- 1999 : My Life So Far de Hugh Hudson : Gabriel Chenoux, le pilote

#### Années 2000
- 2000 : Le roi danse de Gérard Corbiau : Molière
- 2000 : Saving Grace de Nigel Cole : Jacques Chevalier
- 2000 : The Patriot : Le Chemin de la liberté (The Patriot) de Roland Emmerich : Jean Villeneuve
- 2001 : Le Fabuleux Destin d'Amélie Poulain de Jean-Pierre Jeunet : caméo photographique non crédité, dans l'album photo de Nino
- 2001 : Le Baiser mortel du dragon (Kiss of the dragon) de Chris Nahon : inspecteur Richard
- 2002 : CinéMagique (attraction du parc Walt Disney Studios) : le chevalier
- 2002 : L'Homme de la Riviera (The Good Thief) de Neil Jordan : Roger
- 2003 : Fusion (The Core) de Jon Amiel : Dr Serge Leveque
- 2003 : Utopía de María Ripoll : Hervé
- 2004 : Un long dimanche de fiançailles de Jean-Pierre Jeunet : capitaine Favourier
- 2004 : Ne quittez pas ! d'Arthur Joffé : Raveu, le banquier
- 2004 : Blueberry, l'expérience secrète de Jan Kounen : l'oncle
- 2004 : Taking Lives : Destins violés (Taking Lives) de D. J. Caruso : Leclair
- 2006 : Profanations (The Gravedancers) de Mike Mendez : Vincent Cochet
- 2007 : Jacquou Le Croquant de Laurent Boutonnat : le chevalier
- 2007 : Le Mas des alouettes des Frères Taviani : Aram
- 2007 : Boxes de Jane Birkin : Jean
- 2007 : Barbara de Catherine Pello, court-métrage tourné à Brest[6]
- 2008 : A Previous Engagement de Joan Carr-Wigging : Alex Belmont
- 2008 : Les Dents de la nuit de Stephen Cafiero et Vincent Lobelle : le duc de Journiac
- 2009 : Un homme et son chien de Francis Huster : le guitariste du parc

#### Années 2010
- 2010 : Anglavakt de Johan Brisinger : Walter
- 2010 : The Way, la route ensemble d'Emilio Estevez : capitaine Henri Sebastian
- 2011 : Requiem pour une tueuse de Jérôme Le Gris : l'Arménien
- 2011 : Coup d'éclat de José Alcala : Mérendon
- 2011 : Les Lyonnais d'Olivier Marchal : Serge Suttel
- 2011 : Forces spéciales de Stéphane Rybojad : Guezennec
- 2013 : Des morceaux de moi de Nolwenn Lemesle : Edern
- 2013 : Jappeloup de Christian Duguay : Marcel Rozier
- 2013 : L'Étoile du jour de Sophie Blondy : Heroy
- 2013 : Belle et Sébastien de Nicolas Vanier : César
- 2014 : Les Brigands de Frank Hoffmann (de) : le vieillard
- 2014 : De guerre lasse d'Olivier Panchot : Armand
- 2015 : La Résistance de l'air de Fred Grivois : Armand
- 2015 : Belle et Sébastien : L'aventure continue de Christian Duguay : César
- 2016 : L'Indomptée de Caroline Deruas : Marc
- 2017 : L'Araignée rouge de Franck Florino : Simon Delaunay
- 2018 : Marie Madeleine de Garth Davis : Elisha, le père de Marie Madeleine
- 2018 : Belle et Sébastien 3 : Le Dernier Chapitre de Clovis Cornillac : César

#### Années 2020
- 2020 : Une sirène à Paris de Mathias Malzieu : Camille
- 2021 : Mystère de Denis Imbert : Bruno
- 2022 : Une comédie romantique de Thibault Segouin : Pascal
- 2023 : Bonne Conduite de Jonathan Barré : Jean-Yves Lapick
- 2024 : The Killer de John Woo : Tessier
- 2025 : Rapide de Morgan S. Dalibert : Le Duc

### Télévision
- 1990 : Cinéma 16 : La Maison dans la dune de Michel Mees : Sylvain
- 1993 : La Règle du silence de Marc Rivière : Barreto
- 1996 : Les Liens du cœur (téléfilm) de Josée Dayan : Silas Marner
- 1998 : De la Terre à la Lune (mini-série) de Tom Hanks : le cinéaste Georges Méliès
- 2000 : Les Mille et Une Nuits (Arabian nights) (mini-série) de Steve Barron : Black Coda
- 2004 : Le Père Goriot (téléfilm) de Jean-Daniel Verhaeghe : Vautrin
- 2005 : Les Rois maudits (mini-série) de Josée Dayan : Philippe Le Bel
- 2005 : S.A.C., des hommes dans l'ombre de Thomas Vincent : Louis Routier
- 2005 : D'Artagnan et les Trois Mousquetaires (mini-série) de Pierre Aknine : Richelieu
- 2007 : Les Cerfs-Volants (téléfilm) de Jérôme Cornuau : Ambroise
- 2008 : L'Affaire Bruay-en-Artois de Charlotte Brändström : François Marceau
- 2009 : Kaamelott d'Alexandre Astier (saison 6, 7 épisodes) : Manius Macrinus Firmus
- 2013 : No Limit (saison 2) : Franck Koskas
- 2014 - 2017 : The Missing - Disparition au Québec, (série) de Tom Shankland : détective Julien Baptiste
- 2016 : Section Zéro (série télévisée) d'Olivier Marchal : Franck Varnove
- 2018 : Genius (saison 2) : Henri Rousseau
- 2018 : Aux animaux la guerre d'Alain Tasma : Serge Tokarev
- 2019 : Baptiste (spin-off de la série The Missing) : détective Julien Baptiste
- 2019 : Le Nom de la rose (mini-série) de Giacomo Battiato : Pape Jean XXII
- 2020 : ZeroZeroZero (série) de Stefano Sollima : François Salvage
- 2020 : The Eddy (série Netflix) : Daniel Perrin
- 2020 : Possessions (série Canal+) de Thomas Vincent : Joël
- 2021 : Noël à tous les étages de Gilles Paquet-Brenner : Georges
- 2022 : Les Combattantes d'Alexandre Laurent : Général Duvernet
- 2022 : Les Disparus de la Forêt-Noire d'Ivan Fegyveres : Franz Agerland
- 2022 : I3P de Jérémy Minui (saison 1, épisodes 5 et 6) : Paul Arkan
- 2023 : Boat Story de Harry et Jack Williams : Jules-Baptiste Grimondelle dit Le Tailleur
- 2026 : Vendetta d'Ange Basterga

## Théâtre
- 1979 : Hôtel moderne d'après Kafka, mise en scène André Engel, Théâtre national de Strasbourg
- 1979 : Vingt minutes avec un ange - Anecdotes provinciales d'Alexandre Vampilov, mise en scène Gabriel Garran, Festival d'Avignon
- 1980 : Du côté des îles de Pierre Laville, mise en scène Jacques Rosner, Théâtre de l'Odéon
- 1981 : L'Exception et la Règle de Bertolt Brecht, mise en scène Jean-Claude Fall, Théâtre de la Tempête
- 1982 : Tête-à-tête, mise en scène Enzo Cormann, Théâtre Ouvert
- 2004 : Solness le constructeur d'Henrik Ibsen, mise en scène Sandrine Anglade, Théâtre de l'Athénée-Louis-Jouvet
- 2008 : La Tectonique des sentiments d'Éric-Emmanuel Schmitt, mise en scène de l'auteur, Théâtre Marigny
- 2009 : La Nuit de l'iguane de Tennessee Williams, mise en scène Georges Lavaudant, MC93 Bobigny, MC2
- 2010 : Le Tigre bleu de l'Euphrate de Laurent Gaudé, mise en scène Michel Didym, Teatro Festival Italia Naples
- 2011 : Le Tigre bleu de l'Euphrate de Laurent Gaudé, mise en scène Michel Didym, Théâtre Ouvert, Théâtre de la Manufacture, Théâtre de l'Union, Le Volcan (salle), tournée
- 2012 : Le Roman d'un trader de Jean-Louis Bauer, mise en scène Daniel Benoin, tournée
- 2013 : Inconnu à cette adresse de Kressmann Taylor, lecture dirigée par Delphine de Malherbe, Théâtre Antoine
- 2016 : Jimi Hendrix, monologue électrique de Zéno Bianu, mise en scène Jean-Michel Roux, Théâtre National du Luxembourg[7]

## Discographie
En 2005, il participe au clip musical[Comment ?] L'avenir est à nous de Kool Shen, réalisé par John Gabriel Biggs[réf. nécessaire]. Il participe aussi à l'album de Wenta en chantant avec elle la chanson Games of Love[réf. nécessaire]. En 2006, il se lance dans la musique et sort un premier album, Ce lien qui nous unit.
Il a participé au concert de Blankass en tant qu'invité sur un titre[Lequel ?], le 6 avril 2012 à la Cigale à Paris[réf. nécessaire].
En 2013, il sort son deuxième album, Crédo, dont les paroles sont écrites en collaboration avec le poète Zéno Bianu, Jean Fauque (collaborateur d'Alain Bashung), Christiane Cohendy[réf. nécessaire]. L'univers visuel est, quant à lui, réalisé avec l'artiste Enki Bilal[réf. nécessaire].

## Voix off et doublage
- 1998 : L'Odyssée Bleue, documentaire sur le sauvetage du dauphin Stefania réalisé par Laurent Frapat : narrateur
- 2007 : La Résistance (téléfilm documentaire) de Félix Olivier : récitant

Par ailleurs, il se double généralement lui-même dans la version française des films anglophones qu'il interprète.

## Distinctions
Sauf indication contraire, les informations mentionnées dans cette section peuvent être confirmées par les bases de données cinématographiques IMDb et Allociné,  présentes dans la section « Liens externes ».

### Récompenses
- Prix Jean-Gabin 1986
- Festival de la fiction TV de La Rochelle 2008 : Meilleure interprétation masculine pour L'Affaire Bruay-en-Artois[8].

### Décoration
- Officier de l'ordre des Arts et des Lettres (16 janvier 2014[9])